# 塞勒河畔巴库埃勒
塞勒河畔巴库埃勒（法語：Bacouel-sur-Selle，法語發音：[bakwɛl syʁ sɛl]）是法国上法蘭西大區索姆省的一个市镇，属于亚眠区。

## 地理
塞勒河畔巴库埃勒（49°49'50"N, 2°13'28"E）面积6.24 平方千米，位于法国上法蘭西大區索姆省，该省份为法国北部沿海省份，北起加来海峡省和北部省，西接滨海塞纳省和大西洋英吉利海峡，南至瓦兹省，东临埃纳省。
与塞勒河畔巴库埃勒接壤的市镇（或旧市镇、城区）包括：塞勒河畔韦尔、克勒兹、楠普斯迈尼勒、普拉希-比永、普鲁泽勒。

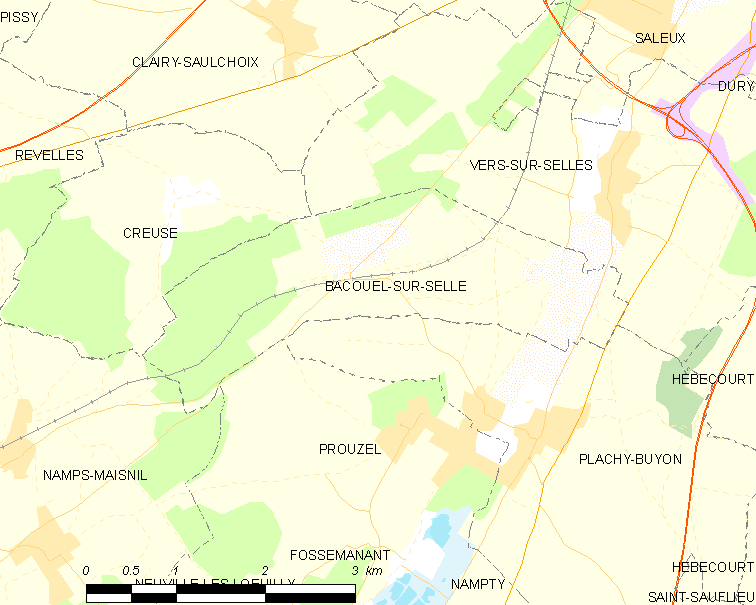
塞勒河畔巴库埃勒的OSM定位图

塞勒河畔巴库埃勒的时区为UTC+01:00、UTC+02:00（夏令时）。

## 行政
塞勒河畔巴库埃勒的邮政编码为80480，INSEE市镇编码为80050。

## 政治
塞勒河畔巴库埃勒所属的省级选区为努瓦河畔阿伊县。

## 人口

1962-2008年间塞勒河畔巴库埃勒人口变化图示

塞勒河畔巴库埃勒于2022年1月1日时的人口数量为466人。